# Festival interceltique de Lorient 1972
La 2e édition du Festival interceltique de Lorient se déroule sur 6 jours du 2 au 6 août 1972.
Jean-Pierre Pichard assure la direction artistique.
Afin de se démarquer du Festival de Cornouaille de Quimper, il est décidé de se tourner vers l'interceltisme. La « Fête des Cornemuses » est ainsi rebaptisée « Fête interceltique des Cornemuses de Lorient ». 2500 participants venus de Bretagne, d'Ecosse, d'Irlande et du pays de Galles s'y produisent.

## Manifestations
Des milliers de spectateurs assistent aux différents évènements.
Le grand défilé folklorique des bagadoù et cercles celtiques traverse les rues de la ville le dimanche. La « Soirée interceltique » et le « Festival interceltique » comptent respectivement 1 500 et 2 500 participants venus d'Irlande, d'Ecosse, du pays de Galles et de Bretagne rassemblés place de l'Hôtel de Ville. Gilles Servat, Tri Yann an Naoned, ou Máire Ní Bhraonáin participent au « Festival interceltique de folk song » au Palais de Congrès.
Une « cotriade monstre » réunit les celtes de tous horizons au son des binious, bombardes et bagpipes au Palais de Congrès. Elle est animée notamment par Youenn Gwernig et le bagad Bleimor. Tous les soirs, cotriade et cabaret breton ont lieu dans les restaurants et brasseries du port de pêche de Keroman. Les sœurs Goadec, les sœurs Coulouarn et les frères Kerhervé chantent au « Grand Fest Noz interceltique ».
Un concert d'orgue et bombarde est interprété par Jean-Claude Jégat et Louis Yuel dans l'église St-Louis. Une véritable noce avec messe en breton y est célébrée, suivie d'un cortège de pipe bands écossais et irlandais, du cercle Brizeux, et de cinq chars à bancs pour transporter les jeunes mariés et leur famille.
Un concours de lutte bretonne se déroule place d'Alsace-Lorraine et des compétitions de football et de cyclisme sur piste voient s'affronter des équipes de Bretagne et d'Ecosse au Parc des sports.
La finale du Championnat national des bagadoù récompense le bagad Saint-Marc de Brest, sacré « champion de Bretagne » pour la troisième année consécutive, devant le bagad Bleimor. Le concours de sonneurs par couple se tient dans les jardins de la place Jules Ferry.
Pour clore le festival, un grand feu d'artifice est tiré du bassin à flot au son du bagad Saint-Marc de Brest.

## Discographie
Un disque 45 tours promotionnel est enregistré à l'occasion du festival. On peut notamment le trouver dans les stations-services BP.
- 1972 : Festival Interceltique Des Cornemuses (Arfolk)| No | Titre                                                                      | Durée |
| -- | -------------------------------------------------------------------------- | ----- |
| 1. | Bothy Ballad Selection (danse) - Fintry Ceilidh Band (Ecosse)              |       |
| 2. | Come By The Hills (chant) - Patsy Whelan, Ted Furey (Irlande)              |       |
| 3. | La Rupture (bombarde et orgue) - Jean-Claude Jegat, Louis Yhuel (Bretagne) |       |
| 4. | Tralalaleno (air à danser) - Les Sœurs L'hour (Bretagne)                   |       |

## Documents vidéo
- Festival des cornemuses à Lorient, reportage au journal télévisé du 8 août 1972 de l'ORTF,  sur le site de l'Ina (4 min 47 s), notice par Pauline Jehannin - CERHIO – Université de Rennes 2.
- « Festival interceltique de Lorient en 1972 sonore », film amateur sur YouTube - durée : 5 min 08 s.